# Electus
Als Electi (lateinisch für „Erwählte, Auserwählte“, von eligere „auswählen“) wurden im Manichäismus Personen bezeichnet, die sich durch eine streng asketische Lebensweise dem manichäischen Kultus in besonderer Weise widmeten.
Die Electi unterlagen dem Verbot jeglicher Sexualität und fast jeder Arbeit sowie Speise- und Fastenvorschriften. Sie beteten, beichteten und unterwiesen die als Hörer (Auditores) oder Katechumenen bezeichneten einfachen Gläubigen, die die Auserwählten mit ihren Almosen unterstützten.
In der Lehre Manis gelangt nach dem Tod nur die „Lichtseele“ der streng asketisch lebenden Electi direkt in das Reich des Lichts. Die Seelen der Katechumenen werden wiedergeboren und müssen solange zurück in die „finstere Welt“, bis auch ihre Lichtseele irgendwann befreit ist.